# 大分市立東大分小学校
大分市立東大分小学校（おおいたしりつ ひがしおおいたしょうがっこう）は、大分県大分市にある公立小学校である。 

## 概要
大分市市街地の東部、1939年（昭和14年）に大分市に編入される前は東大分村であった地区に位置する小学校である。学校内には、大分市の一般環境大気測定局の子局が設置されている。

## 沿革
- 1874年（明治7年）5月1日 - 上西町蓮生院を校舎に借り、萩原学校として開校[3]。
- 1896年（明治29年） - 牧と合併して現在地に校舎新築。
- 1915年（大正4年）12月 - 東大分尋常高等小学校に改称。
- 1941年（昭和16年）4月1日 - 東大分国民小学校に改称。
- 1945年（昭和20年）4月1日 - 疎開により児童数が激減した津留小学校を合併する[3]。
- 1955年（昭和30年）4月1日 - 大分市立津留小学校が再開校し分離。
- 1968年（昭和43年）5月4日 - 管理棟改築工事竣工。
- 1976年（昭和51年）3月23日 - 南校舎10教室全焼。
- 1977年（昭和52年）6月17日 - 新校舎（4教室）本館3階新増築落成。
- 1978年（昭和53年）9月3日 - 第2グランド完成、正門新設。
- 1980年（昭和55年）9月19日 - 新プール完成。
- 1985年（昭和60年）3月5日 - 体育館新築落成。
- 1987年（昭和62年）3月30日 - 特別教室、北校舎増改築完成。

## 通学区域
- 城東町、萩原1-4丁目、萩原緑町、牧、牧1-3丁目、牧上町、牧緑町[4]
全域が大分市立城東中学校の通学区域である。